# NK Zagorac Beljevina
NK Zagorac je bivši nogometni klub iz Beljevine u općini Đurđenovac nedaleko Našica u Osječko-baranjskoj županiji.
NK Zagorac je bio član Nogometnog središta Našice te Nogometnog saveza Osječko-baranjske županije.

## Povijest
Klub je osnovan 1952. godine, a službeno registriran 1957. godine.
Nakon sezone 2014./15. i ispadanja iz 2. ŽNL Osječko-baranjske NS Našice, klub se gasi (službeno je ugašen 2016. godine) i umjesto njega se osniva novi klub NK Zagorac 1952 Beljevina.

## Uspjesi kluba
1999./2000.- prvak 2. ŽNL NS Našice

## Vanjske poveznice
- ŽNS Osječko-baranjske županije  Arhivirana inačica izvorne stranice od 22. svibnja 2016. (Wayback Machine)